# Pierre Frieden
Pierre Frieden (Mertert, 28 de octubre de 1892- Zúrich, 23 de febrero de 1959)  fue un político y escritor luxemburgués. Fue el decimoctavo primer ministro de Luxemburgo y ejerció durante once meses, desde el 29 de marzo de 1958 hasta su muerte, el 23 de febrero de 1959. También sirvió como ministro del Interior desde 1951.

## Biografía
Nació en 1892 en Mertert. Entre 1912 a 1916 estudió filosofía y literatura en la ciudad de Luxemburgo y en Friburgo, Zúrich, Ginebra y Múnich. Desde 1916 enseñó filosofía, latín y francés en la escuela secundaria en Esch-sur-Alzette, desde 1919 hasta 1940 en el Lycée classique de Diekirch, el Athénée de Luxemburgo y en el Cours supérieurs.
Durante la ocupación alemana de Luxemburgo en la Segunda Guerra Mundial, desde el 18 de septiembre hasta el 4 de noviembre de 1942, estuvo internado en el campo de concentración de Hinzert. En 1944, tras la liberación de Luxemburgo, se convirtió en ministro de Educación, Cultura y Ciencia bajo el mandato de Pierre Dupong, el 14 de diciembre de 1945 al 15 de julio de 1948 fue miembro del Consejo de Estado.
Regresó a su puesto de Ministro de Educación, Cultura y Ciencia en el gobierno de Joseph Bech, quien se convirtió en primer ministro después de la muerte de Pierre Dupong en 1953. También fue Ministro de la Familia y del Interior. El 29 de marzo de 1958 se convirtió en primer ministro.  
Sólo un año después, en 1959, murió en Zúrich. 